# Den osynliga kommittén
Den osynliga kommittén är den grupp anonyma författare som ligger bakom boken Det stundande upproret. Den franska polisen har hävdat att gruppen har kopplingar till, eller består delvis av, människorna i Tarnac Nine.